# Timothy Omundson

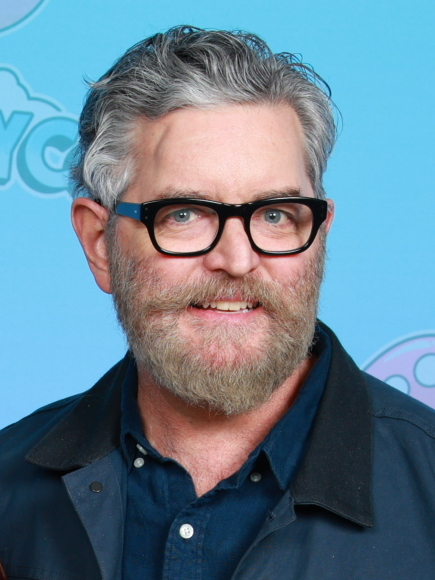
Timothy Omundson (2024)

Timothy Michael Omundson (* 29. Juli 1969 in Saint Joseph, Missouri) ist ein US-amerikanischer Schauspieler.

## Leben
Omundson wurde am 29. Juli 1969 in Saint Joseph, Missouri als jüngstes von vier Kindern eines Bahnarbeiters und einer Lehrerin geboren. Er wuchs in Seattle, Washington auf und ging in Bellevue, Washington auf die Interlake Highschool. Danach zog Omundson nach Los Angeles, Kalifornien und besuchte die University of Southern California (USC), an der er einen Bachelor of Fine Arts Theatre Degree machte. Omundson gewann den Jack Nicholson Award und den James A. Doolittle Award für „outstanding achievements in acting“ („herausragende schauspielerische Leistung“).
Seinen ersten Auftritt im Fernsehen hatte er 1992 in einer Episode der Fernsehserie Seinfeld. Es folgten weitere Gastauftritte (für jeweils eine Episode) in den Serien Eine schrecklich nette Familie, Diagnose: Mord, The George Carlin Show, Das Seattle Duo, Dark Skies – Tödliche Bedrohung, Beziehungsweise, Jenny, Frasier, Allein gegen die Zukunft, V.I.P. – Die Bodyguards, New York Cops – NYPD Blue, Der Fall John Doe!, Nip/Tuck – Schönheit hat ihren Preis, O.C., California, CSI: Miami, Criminal Minds, 24, CSI: Vegas, Cold Case – Kein Opfer ist je vergessen, Boston Legal und Warehouse 13. Mehrere Gastauftritte absolvierte er in Xena – Die Kriegerprinzessin und Supernatural.

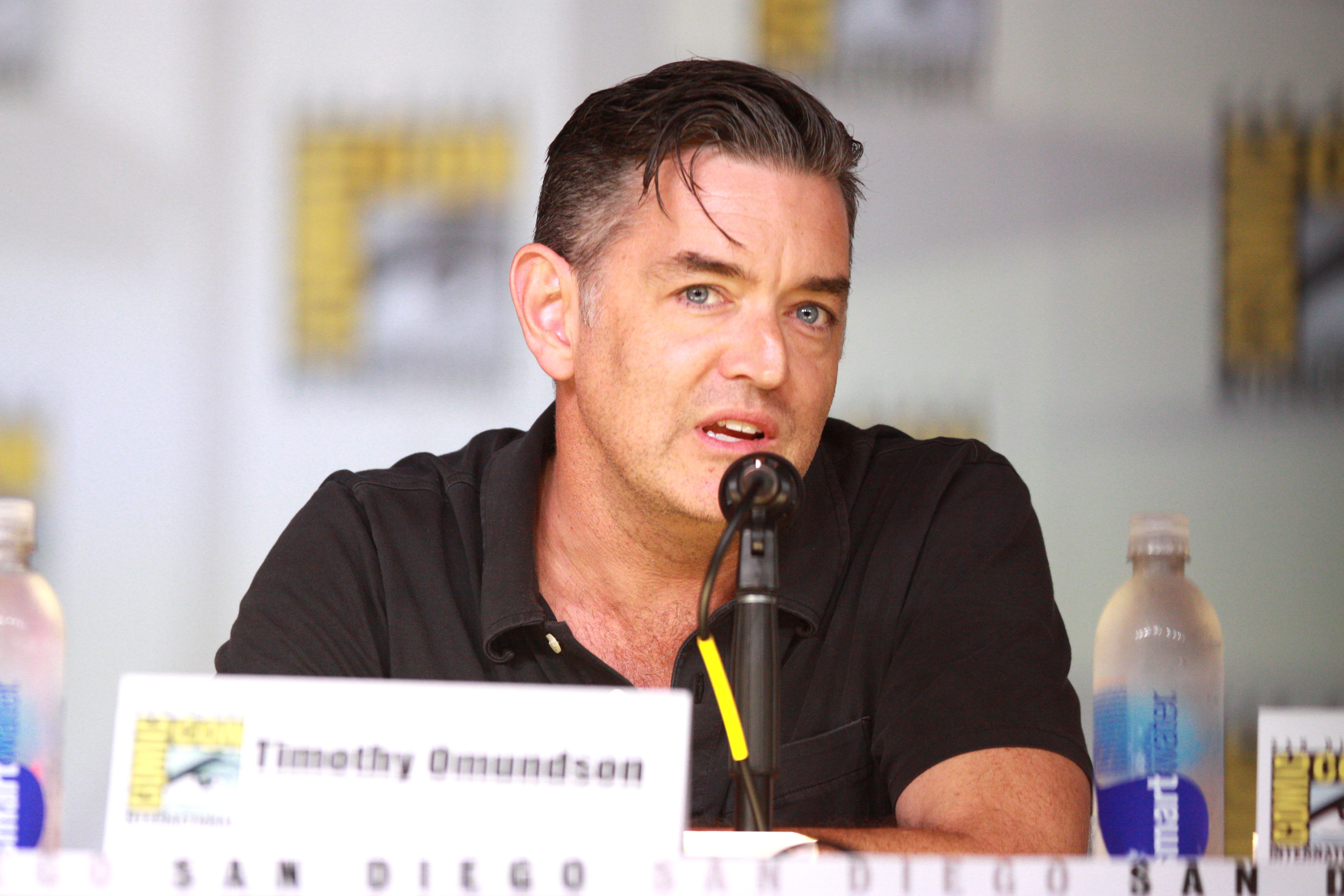
Omundson bei der Comic-Con 2013

Seine erste Hauptrolle in einer Fernsehserie hatte Omundson in der CBS-Serie Für alle Fälle Amy, in der er in den Jahren 2000 bis 2005 die Rolle des Sean Potter spielte. Von 2006 bis 2014 spielte Omundson in der von USA Network ausgestrahlten Krimiserie Psych den Detective Carlton Lassiter des Santa Barbara Police Departments (SBPD).
Im April 2017 erlitt Omundson einen Schlaganfall, der seine Sprachfähigkeiten und die Fähigkeit zu gehen stark beeinträchtigte. Von 2019 bis 2022 spielte er in der Serie This Is Us – Das ist Leben die Rolle des Gregory, der wie er selbst einen Schlaganfall erlitt. Die Rolle wurde von Dan Fogelman, dem Showrunner der Serie, speziell für Omundson angelegt.

## Filmografie (Auswahl)

### Filme
- 1996: Kevin Johnson – Ein Mann verschwindet (The Disappearance of Kevin Johnson)
- 1997: Starship Troopers
- 2001: The Luck of the Irish (Fernsehfilm)
- 2001: Passwort: Swordfish (Swordfish)
- 2003: Down with Love – Zum Teufel mit der Liebe! (Down with Love)
- 2006: Mission: Impossible III
- 2007: Crazy
- 2017: Psych: The Movie (Fernsehfilm)
- 2017: Woody Woodpecker (Fernsehfilm)
- 2020: Psych 2: Lassie Come Home (Fernsehfilm)
- 2021: Psych 3: This Is Gus (Fernsehfilm)

### Fernsehserien
- 1993: seaQuest DSV

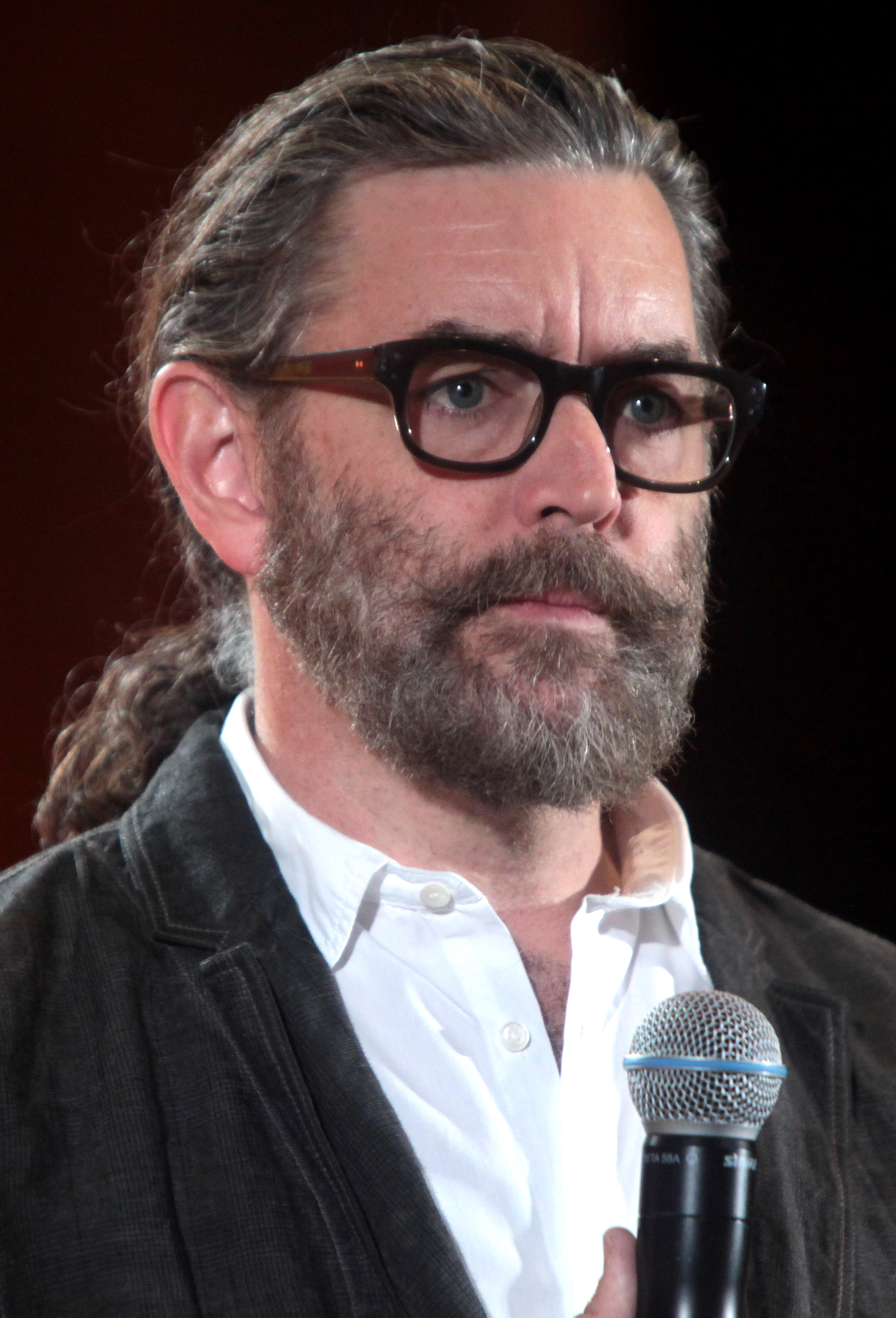
Timothy Omundson (2016)

- 1994: Zeit der Sehnsucht (Days of Our Lives)
- 1994: Diagnose: Mord (Diagnosis Murder, eine Episode)
- 1995: Wenn Sekunden entscheiden (Medicine Ball)
- 1996: Das Seattle Duo (Mr. & Mrs. Smith)
- 1997: Kreativ sein ist alles (Fired Up)
- 1998: Legacy
- 1999: Jack & Jill
- 1999–2000: Xena – Die Kriegerprinzessin (Xena: Warrior Princess)
- 2000–2005: Für alle Fälle Amy (Judging Amy)
- 2004: Deadwood
- 2005: Criminal Minds (Episode 1x06)
- 2005: CSI: Miami (Episode 4x03)
- 2006: O.C., California (The O.C., Episode 3x01)
- 2006: 24
- 2006–2014: Psych
- 2007–2008: Jericho – Der Anschlag (Jericho)
- 2008: Cold Case – Kein Opfer ist je vergessen (Cold Case, Episode 5x12)
- 2008: Boston Legal
- 2010: Human Target
- 2012: Warehouse 13 (Episode 4x05)
- 2014–2015: Supernatural (zwei Episoden)
- 2015–2016: Galavant (18 Episoden)
- 2017: Lucifer (Episode 2x16)
- 2017–2019: American Housewife (drei Episoden)
- 2019–2022: This Is Us – Das ist Leben (This Is Us, sieben Episoden)
- 2021: New Amsterdam (eine Episode)
- 2024: Percy Jackson: Die Serie (Percy Jackson and the Olympians, Episode 1x05)